# Cink
Cínk (latinsko zincum) je kemični element, ki ima v periodnem sistemu simbol Zn in atomsko število 30. Je kovina, ki se uporablja v procesu galvanizacije jekla. Kot ostale kovine je umirjeno reaktiven, spaja se s kisikom in drugimi nekovinami, reagira pa tudi z razredčenimi kislinami tako, da sprosti vodik. Je četrta najbolj uporabljana kovina na svetu (13 milijonov ton na leto), po pridobljenih tonah kovine na leto takoj za železom, aluminijem in bakrom. Je 24 najbolj pogost material v zemeljski skorji. 
Cink je v nekaterih pogledih kemično podoben magneziju, ima podobne ione in oksidacijsko stanje +2. Najpomembnejša cinkova ruda je sfalerit (cinkov sulfit). Cink se pridobiva s flotacijo rude, potem sledi praženje in na koncu elektroliza.
Medenina je zlitina cinka in bakra, ki se uporablja že od 10. stoletja p.n.š.. V čisti obliki so čisti cink začeli proizvajati v večjih količinah v 12. stoletju v Indiji, v Evropi se šele ob koncu 16. stoletja. 
Najverjetneje ga je poimenoval Paracelsus po nemški besedi Zinke, kot element pa ga je prvi opisal nemški kemik Andreas Sigismund Marggraf leta 1746. Luigi Galvani in Alessandro Volta sta ugotovila elektrokemične lastnosti cinka okrog leta 1800. Največ cinka se uporabi pri galvanizaciji železa (za preprečevanje korozije), pa tudi za izdelavo baterij, medenine, cinkovega karbonata in cinkovega glukonata (dodatek k hrani), cinkovega klorida (v deodorantih), cinkovega sulfita (luminiscentne barve) ter cinkovega metila in dietila (v organski kemiji).
Pomanjkanje cinka v organizmu  lahko upočasni rast, podaljša spolno dozorevanje in povzroča diarejo. Okoli 2 milijardi ljudi čuti posledice pomanjkanje cinka v prehrani.